# Arnold Luhaäär

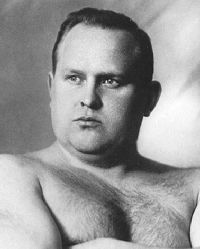
Arnold Luhaäär

Arnold Luhaäär (* 20. Oktober 1905 in Mõisaküla, Gouvernement Livland, Russisches Kaiserreich; † 19. Januar 1965 in Tallinn, Sowjetunion) war ein estnischer Gewichtheber, Kugelstoßer, Ringer und Leichtathlet. Er war 1928 und 1936 olympischer Medaillengewinner.

## Sportliche Leistung
Arnold Luhaäär war einer der bekanntesten estnischen Sportler vor dem Zweiten Weltkrieg. Er begann mit dem Gewichtheben in Mõisaküla im Kreis Viljandi, bevor er in Pärnu und ab 1926 in Tallinn trainierte. Die Hochzeit seiner Karriere lag von 1927 bis 1939. Er nahm an zahlreichen nationalen und internationalen Wettkämpfen teil, darunter zweimal an Olympischen Sommerspielen, bei zwei Weltmeisterschaften und drei Europameisterschaften sowie an der Spartakiade 1928 in Moskau, bei der er die Goldmedaille errang.
Arnold Luhaäär gewann bei den Olympischen Sommerspielen 1928 in Amsterdam die Silbermedaille im Schwergewicht (ab 82,5 kg). Bei den Olympischen Sommerspielen 1936 in Berlin errang er die Bronzemedaille im Schwergewicht. Beide olympischen Medaillen sind heute im Museum seines Heimatorts Mõisaküla ausgestellt.
Daneben gewann Luhaäär die Silbermedaille bei den Europameisterschaften im Gewichtheben 1933 in Essen und die Bronzemedaille im Superschwergewicht bei den Weltmeisterschaften 1938 in Wien. Er stellte in seiner Karriere zwei Welt- und sieben olympische Rekorde auf. Achtmal war er zwischen 1926 und 1938 estnischer Meister im Gewichtheben sowie 1931 estnischer Meister im Ringen (griechisch-römischer Stil). Er hat 40 nationale estnische Rekorde aufgestellt.
Neben seiner sportlichen Karriere war Luhaäär als Eisenbahn-Telegrafist beschäftigt und engagierte sich im Estnischen Arbeitersportverband (estnisch Eesti Töölisspordi Liit).